# Левин II фон дер Шуленбург

Левин II фон дер Шуленбург (на немски: Levin II von der Schulenburg; * 23 ноември 1528; † 20 октомври 1587 в Магдебург) е граф от благородническия род „фон дер Шуленбург“ в Саксония-Анхалт.
Той е най-големият (от общо 27 деца) син на граф Кристоф III фон дер Шуленбург († 1570) и първата му съпруга Анна фон Алвенслебен († 1550). Баща му се жени втори път 1553 г. за Гизела фон дер Кнезебек (1524 – 1598). Брат е на Кристоф VII фон дер Шуленбург (1529 – 1588) и Бернхард Лудолф фон дер Шуленбург (1542 – 1587/1593) и полубрат на Йоахим Йохан Георг I фон дер Шуленбург (1556 – 1633) и Йоахим V фон дер Шуленбург (пр. 1571 – 1617).
Левин II фон дер Шуленбург умира на 58 години на 20 октомври 1587 г. в Магдебург.

## Фамилия
Левин II фон дер Шуленбург се жени на 7 февруари 1575 г. за Фридерика фон Алвенслебен (* ок. 8 юни 1554, Оф, Калбе а.д.Милде, Саксония; † 21 септември 1609, Найндорф, Саксония), дъщеря на хуманиста
Йоахим I фон Алвенслебен (1514 – 1588) и Анна фон Бартенслебен (1526 – 1555). Te имат пет деца:
- Кристоф IX фон дер Шуленбург (* 5 декември 1575, Магдебург; † 14 септември 1611, Щасфурт), женен I. за Сузана Волф фон Гуденберг († 1603), имат 9 деца, II. 1604 г. за Амалия фон Хаке († 1626), имат два сина
- Анна фон дер Шуленбург (* 3 май 1579?; † 17 март 1603, Требсен, окръг Лайпциг), омъжена за Георг XI фон дер Шуленбург (* 1567; † 14 февруари 1607, Требсен), син на Албрехт IV фон дер Шуленбург (1535 – 1583) и Доротея фон Велтхайм († 1593)
- Йоахим фон дер Шуленбург (1579 – 1580)
- Левин VII фон дер Шуленбург (* 1581; † 1640/1641), женен за I. Елизабет Аделхайд фон дер Шуленбург (* 13 юни 1592; † 11 май 1617), имат три дъщери, II. 1619 г. за Анна фон Бодендорф (* ок. 1593; † 1667), имат два сина
- Йоахим Лудолф фон дер Шуленбург